# Bill Stricker
William Louis "Bill" Stricker (nacido el 22 de enero de 1948 en Manteca, California) es un exjugador de baloncesto estadounidense que jugó una temporada en la NBA, además de hacerlo en la liga francesa. Con 2,06 metros de estatura, lo hacía en la posición de alero.

## Trayectoria deportiva

### Universidad
Jugó durante tres temporadas con los Tigers de la Universidad del Pacífico, en las que promedió 16,7 puntos y 8,3 rebotes por partido. Fue incluido en sus dos últimas temporadas en el mejor quinteto de la West Coast Conference, conferencia que lideró en 1970 en anotación, con 22,4 puntos por partido. Ostenta en la actualidad el récord de su universidad de más puntos en un partido, logrados ante la Universidad de Portland en 1968, consiguiendo anotar 44 puntos.

### Profesional
Fue elegido en la septuagésimo cuarta posición del Draft de la NBA de 1970  por Baltimore Bullets, pero tras firmar contrato con el equipo, fue descartado antes del comienzo de la temporada. Al día siguiente fichó por Portland Trail Blazers, equipo con el que permaneció en el banquillo durante once partidos consecutivos, convirtiéndose en uno de los jugadores favoritos de la afición, que reclamaba su presencia en la pista. Finalmente, en un partido ante Cleveland Cavaliers, su entrenador Rolland Todd le dio la oportunidad de debutar en el último cuarto, con un marcador asegurado. Jugó apenas dos minutos, en los que consiguió anotar 4 puntos.
Tras su efímero paso por la NBA, jugó un año en la liga francesa, regresando posteriormente a su ciudad natal, donde ejerció de entrenador de high school durante varios años.

## Estadísticas de su carrera en la NBA

### Temporada regular
| Temporada | Edad | Equipo                 | Liga | Pos. | P | TIT | MIN | TC  | TCA | %TC  | 3P | 3PA | %3P | 2P  | 2PA | %2P  | TL  | TLA | %TL | R.OF. | R.DEF. | REB | ASIS | ROB | TAP | PER | FP  | PTS |
| 1970-71   | 23   | Portland Trail Blazers | NBA  |      | 1 |     | 2.0 | 2.0 | 3.0 | .667 |    |     |     | 2.0 | 3.0 | .667 | 0.0 | 0.0 |     |       |        | 0.0 | 0.0  |     |     |     | 1.0 | 4.0 |
| Total     |      |                        | NBA  |      | 1 |     | 2.0 | 2.0 | 3.0 | .667 |    |     |     | 2.0 | 3.0 | .667 | 0.0 | 0.0 |     |       |        | 0.0 | 0.0  |     |     |     | 1.0 | 4.0 |